# Деноминация (финансы)
|                                                                                           |
|                                                                                           |
| Деноминация российского рубля в 1998 году: номинал сократился в 1000 раз (на три порядка) |

Деномина́ция (от лат. denominátio — «переименование») — изменение (а точнее уменьшение численного масштаба) номинальной (нарицательной) стоимости денежных знаков (обычно переименование происходит после гиперинфляции с целью стабилизации валюты и упрощения расчётов).
В ходе деноминации происходит обмен старых денежных знаков на новые, имеющие, как правило, меньший номинал. Старые денежные знаки могут изыматься из обращения:
- в течение нескольких недель, что приводит к обмену не всей имеющейся на руках наличной денежной массы;
- в течение года или нескольких лет, когда старые деньги ходят одновременно с новыми и постепенно изымаются из обращения.

## Польза деноминации
- Упрощение расчетов
- Уменьшение расходов на обслуживание денежной массы
- Возможность (при правильных действиях) восстановить стабильность валюты после девальвации или инфляции
- Вывод из оборота фальшивых купюр
- Возможность (при правильных действиях) укрепить доверие к государственной валюте
- Частичная конфискация денег полученных незаконно, то есть «детенизация» экономики [1]

## В СССР и России
В истории СССР и России деноминация происходила несколько раз: в 1922, 1923, 1924, 1947, 1961 и 1998 годах.
| до 1922                        | 1922—1923                      | 1923—1924                     | 1924—1947              | 1947—1961              | 1961—1998            | 1998-по сегодняшний день |
| ------------------------------ | ------------------------------ | ----------------------------- | ---------------------- | ---------------------- | -------------------- | ------------------------ |
| {\displaystyle 1}              |                                |                               |                        |                        |                      |                          |
| {\displaystyle 10000}          | {\displaystyle 1}              |                               |                        |                        |                      |                          |
| {\displaystyle 10^{6}}         | {\displaystyle 100}            | {\displaystyle 1}             |                        |                        |                      |                          |
| {\displaystyle 5\cdot 10^{10}} | {\displaystyle 5\cdot 10^{6}}  | {\displaystyle 50000}         | {\displaystyle 1}      |                        |                      |                          |
| {\displaystyle 5\cdot 10^{11}} | {\displaystyle 5\cdot 10^{7}}  | {\displaystyle 5\cdot 10^{5}} | {\displaystyle 10}     | {\displaystyle 1}      |                      |                          |
| {\displaystyle 5\cdot 10^{12}} | {\displaystyle 5\cdot 10^{8}}  | {\displaystyle 5\cdot 10^{6}} | {\displaystyle 100}    | {\displaystyle 10}     | {\displaystyle 1}    |                          |
| {\displaystyle 5\cdot 10^{15}} | {\displaystyle 5\cdot 10^{11}} | {\displaystyle 5\cdot 10^{9}} | {\displaystyle 10^{5}} | {\displaystyle 10^{4}} | {\displaystyle 1000} | {\displaystyle 1}        |

### 1922
Деноминация 1922 года была проведена с коэффициентом 10 000:1 для совзнаков, то есть десять тысяч старых рублей соответствовали одному новому. Поскольку в Советской России металлические деньги до 1921 года не выпускались, обмен монет не проводился. Совзнаки продолжали хождение наряду с твёрдым червонцем до 1924 года.

### 1947
Деноминация 1947 года министра финансов Зверева была проведена с коэффициентом 10:1 для бумажных денег, то есть 10 старых рублей соответствовали одному новому. При этом цены снизились, но порядок цен, зарплат и иных платежей остался тем же, потому многие не считают данную денежную реформу деноминацией. Она имеет больше признаков денежной реформы конфискационного характера, похожей на павловский обмен сторублёвых купюр или введение немецкой марки.
Все монеты выпусков 1923—1947 продолжали хождение без изменения стоимости (1:1).
Деньги на счетах сберкасс СССР до 3000 руб. (ок. 90 % всех вкладов населения) обменивались с коэффициентом 1:1, от 3 до 10 тысяч руб. — с коэффициентом 3:2, свыше 10 000 руб. — 2:1.
Деньги на счетах колхозов, совхозов, кооперативов обменивались с коэффициентом 5:4 независимо от суммы.
Обмен проводился с 16 по 29 декабря 1947 года. С 29 декабря старые наличные деньги обнулились.

### 1961
Деноминация 1961 года была проведена с коэффициентом 10:1, то есть 10 старых рублей соответствовали 1 новому.
- Монеты достоинством 1, 2 и 3 копейки, в том числе выпущенные до деноминации 1947 года, продолжали хождение без изменения стоимости (то есть, за 13 лет (с 29 декабря 1947 по 1 января 1961 года) стоимость медных денег фактически увеличилась в сто раз
- Монеты номиналом 5, 10, 15, 20 копеек обменивались, как бумажные деньги — десять к одному
- Появились монеты 50 коп. и 1 рубль, каких не было с 1927 года

Однако до проведения реформы доллар стоил 4 рубля, а после её проведения курс был назначен в 90 копеек (1 рубль). То же самое произошло и с золотым содержанием: вместо того, чтобы получить золотое содержание, равное 2,22168 грамма, рубль получил лишь 0,987412 г золота. Таким образом, рубль был недооценен в 2,25 раза, а покупательная способность рубля по отношению к импортным товарам, соответственно, во столько же раз уменьшилась.

### 1998
4 августа 1997 года вышел Указ Президента Российской Федерации № 822 «Об изменении нарицательной стоимости российских денежных знаков и масштаба цен».

Постановляю согласиться с предложением Правительства Российской Федерации и Центрального банка Российской Федерации об укрупнении российской денежной единицы, проведении с 1 января 1998 года деноминации рубля и замене обращающихся рублей на новые по соотношению 1000 рублей в деньгах старого образца на 1 рубль в новых деньгах, обеспечив параллельное обращение старых и новых денежных знаков в течение 1998 года.
Деноминация была проведена с коэффициентом 1000:1, то есть одному новому рублю соответствовали 1000 старых (образца 1993 и 1995 гг.). Все неденоминированные монеты ЦБ России (1, 5, 10, 20, 50, 100 рублей и коллекционные), вопреки традиции двух предыдущих деноминаций, прекратили быть законным платёжным средством, однако в неограниченном количестве обменивались наряду с купюрами на новые монеты и купюры во всех отделениях банков РФ с 1 января 1998 по 31 декабря 2002.
Учитывая негативный опыт по трёхдневному обмену 50 и 100-рублевых купюр в СССР в 1991 году, обмен старых купюр был возможен до 2002 года. Президент России В. В. Путин продлил его ещё на 1 год.
Новые банкноты и монеты поступили в обращение с 1 января 1998 года. Внешний вид, цвет и дизайн билетов Банка России при данной деноминации не менялся — с них (образец 1995 года) только убрали три нуля и ввели в обращение монету в 1 рубль вместо бывшей банкноты номиналом в 1000 рублей с изображением Владивостока.
Также были введены:
- монеты номиналом в 1 копейку, 5, 10 и 50 копеек с изображением Георгия Победоносца на обороте,
- монеты номиналом в 1 рубль, 2 рубля и 5 рублей с изображением двуглавого орла на обороте.

В 1998 была выпущена в обращение купюра номиналом в 5 рублей с изображением города Новгорода, однако её постепенно начала заменять монета соответствующего номинала. С 2001 года печать банкноты прекращена, однако банкнота образца 1997 года является законным платёжным средством.
В конце 2022 года печать 5-рублёвых банкнот вновь возобновлена. Основным их отличием от старых банкнот является лаковое покрытие.

### Будущая деноминация
С конца 2007 года в России ходили слухи о планируемой новой деноминации рубля. Представители финансовых властей эту информацию опровергли, а эксперты утверждали, что деноминация в условиях по состоянию на 2007 год была бессмысленна.
В июле 2020 года глава ИАЦ «Альпари» Александр Разуваев предложил провести деноминацию 100:1.

## Страны бывшего СССР
По состоянию на начало 2018 года, из стран бывшего СССР деноминация не проводилась в Эстонии, Армении, Казахстане и Киргизии. В Белоруссии деноминация проводилась трижды, в остальных государствах — один раз:
| Государство  | Сроки                 | Валюта                           | Коэффициент   |
| ------------ | --------------------- | -------------------------------- | ------------- |
| Латвия       | 05.03.1993—26.10.1993 | латвийский рубль→лат             | 200 : 1       |
| Литва        | 25.06.1993—20.07.1993 | литовский талон→лит              | 100 : 1       |
| Молдова      | 29.11.1993            | молдавский купон→молдавский лей  | 1000 : 1      |
| Узбекистан   | 01.07.1994            | узбекский сум                    | 1000 : 1      |
| Беларусь     | 20.08.1994            | белорусский рубль                | 10 : 1        |
| Грузия       | 1995                  | грузинский купон→грузинский лари | 1 000 000 : 1 |
| Украина      | 02.09.1996—16.09.1996 | карбованец→гривна                | 100 000 : 1   |
| Россия       | 01.01.1998—31.12.1998 | российский рубль                 | 1000 : 1      |
| Беларусь     | 01.01.2000            | белорусский рубль                | 1000 : 1      |
| Таджикистан  | 30.10.2000—01.04.2001 | таджикский рубль→сомони          | 1000 : 1      |
| Азербайджан  | 01.01.2006            | азербайджанский манат            | 5000 : 1      |
| Туркменистан | 01.2009               | туркменский манат                | 5000 : 1      |
| Беларусь     | 01.07.2016            | белорусский рубль                | 10 000 : 1    |

Деноминация проводилась также в Приднестровье.

## Другие страны
| Государство         | Сроки                 | Валюта                                                | Коэффициент                                   |
| ------------------- | --------------------- | ----------------------------------------------------- | --------------------------------------------- |
| Германия            | 1923                  | рейхсмарка                                            | 1012 : 1                                      |
| Австрия             | 1925                  | австрийская крона→австрийский шиллинг                 | 10 000 : 1                                    |
| Венгрия             | 1927                  | венгерская крона→пенгё                                | 12 500 : 1                                    |
| Бразилия            | 1942                  | Бразильский реал (старый)→Крузейро (денежная единица) | 1000 : 1                                      |
| Греция              | 1944                  | греческая драхма                                      | 50 000 000 000 : 1                            |
| Венгрия             | 01.08.1946            | пенгё→форинт                                          | 4·1029 : 1                                    |
| Польша              | 1950                  | злотый                                                | 100 : 3 (зарплаты и цены), 100 : 1 (наличные) |
| Болгария            | 1952                  | болгарский лев                                        | 100 : 1                                       |
| Республика Корея    | 1954                  | южнокорейская вона→южнокорейский хван                 | 100 : 1                                       |
| Китай               | 1955                  | юань                                                  | 10 000 : 1                                    |
| Франция             | 1958                  | французский франк                                     | 100 : 1                                       |
| Чили                | 1960                  | чилийское песо→чилийский эскудо                       | 1000 : 1                                      |
| Болгария            | 1962                  | болгарский лев                                        | 10 : 1                                        |
| Боливия             | 1963                  | боливиано→боливийское песо                            | 1000 : 1                                      |
| Республика Корея    | 1963                  | южнокорейский хван→южнокорейская вона                 | 10 : 1                                        |
| Югославия           | 1966                  | югославский динар                                     | 100 : 1                                       |
| Бразилия            | 1967                  | крузейро→новый крузейро                               | 1000 : 1                                      |
| ДРК                 | 1967                  | конголезский франк→заир                               | 1000 : 1                                      |
| Аргентина           | 1970                  | аргентинское песо                                     | 100 : 1                                       |
| Гвинея              | 1972                  | гвинейский франк→гвинейский сили                      | 10 : 1                                        |
| Уругвай             | 1975                  | уругвайское песо                                      | 1000 : 1                                      |
| Чили                | 1975                  | чилийский эскудо→чилийское песо                       | 1000 : 1                                      |
| Вьетнам             | 1979                  | донг                                                  | 100 : 1                                       |
| Израиль             | 24.02.1980-31.03.1984 | израильский фунт→шекель                               | 10 : 1                                        |
| Исландия            | 01.01.1981            | исландская крона                                      | 100 : 1                                       |
| Аргентина           | 1983                  | аргентинское песо                                     | 10 000 : 1                                    |
| Перу                | 01.02.1985            | перуанский соль→перуанский инти                       | 1000 : 1                                      |
| Аргентина           | 15.06.1985            | аргентинское песо→аустраль                            | 1000 : 1                                      |
| Израиль             | 04.09.1985-04.09.1986 | шекель→новый шекель                                   | 1000 : 1                                      |
| Бразилия            | 03.03.1986            | новый крузейро→крузадо                                | 1000 : 1                                      |
| Боливия             | 01.01.1987            | боливийское песо→боливиано                            | 1 000 000 : 1                                 |
| Уганда              | 1987                  | угандийский шиллинг                                   | 100 : 1                                       |
| Никарагуа           | 1988                  | никарагуанская кордоба                                | 1000 : 1                                      |
| Бразилия            | 16.01.1989            | крузадо→новый крузадо                                 | 1000 : 1                                      |
| Югославия           | 1990                  | югославский динар                                     | 10 000 : 1                                    |
| Перу                | 1991                  | перуанский инти→перуанский соль                       | 1 000 000 : 1                                 |
| Никарагуа           | 1991                  | никарагуанская кордоба                                | 5 000 000 : 1                                 |
| Югославия           | 1992                  | югославский динар                                     | 10 : 1                                        |
| Аргентина           | 1992                  | аустраль→аргентинское песо                            | 10 000 : 1                                    |
| Северная Македония  | 05.05.1993            | македонский денар                                     | 100 : 1                                       |
| Бразилия            | 01.08.1993            | крузейро→крузейро реал                                | 1000 : 1                                      |
| Югославия           | 1993                  | югославский динар                                     | 1 000 000 : 1                                 |
| Уругвай             | 1993                  | уругвайское песо                                      | 1000 : 1                                      |
| Мексика             | 1993                  | мексиканское песо                                     | 1000 : 1                                      |
| Заир                | 1993                  | заир                                                  | 3 000 000 : 1                                 |
| Хорватия            | 30.05.1994            | хорватский динар→хорватская куна                      | 1000 : 1                                      |
| Бразилия            | 01.07.1994            | крузейро реал→бразильский реал                        | 2750 : 1                                      |
| Югославия           | 1994                  | югославский динар                                     | 1 000 000 000: 1                              |
| Югославия           | 1994                  | югославский динар                                     | 13 000 000 : 1                                |
| Судан               | 08.06.1992            | суданский фунт→суданский динар                        | 10 : 1                                        |
| Ангола              | 1995                  | ангольская кванза                                     | 1000 : 1                                      |
| Польша              | 1995                  | злотый                                                | 10 000 : 1                                    |
| ДРК                 | 1998                  | заир→конголезский франк                               | 100 000 : 1                                   |
| Болгария            | 05.07.1999            | болгарский лев                                        | 1000 : 1                                      |
| Ангола              | 1999                  | ангольская кванза                                     | 1 000 000 : 1                                 |
| Суринам             | 2004                  | суринамский гульден→суринамский доллар                | 1 000 : 1                                     |
| Турция              | 2005                  | турецкая лира                                         | 1 000 000 : 1                                 |
| Румыния             | 2005                  | румынский лей                                         | 10 000 : 1                                    |
| Мозамбик            | 01.07.2006            | мозамбикский метикал                                  | 1000 : 1                                      |
| Зимбабве            | 01.08.2006            | доллар Зимбабве                                       | 1000 : 1                                      |
| Судан               | 09.01.2007            | суданский динар→суданский фунт                        | 100 : 1                                       |
| Гана                | 01.07.2007            | ганский седи                                          | 10 000 : 1                                    |
| Венесуэла           | 2008                  | боливар                                               | 1000 : 1                                      |
| Зимбабве            | 30.07.2008            | доллар Зимбабве                                       | 10 : 1                                        |
| Зимбабве            | 02.02.2009            | доллар Зимбабве                                       | 1012 : 1                                      |
| Замбия              | 01.01.2013            | замбийская квача                                      | 1000 : 1                                      |
| Мавритания          | 01.01.2018            | мавританская угия                                     | 10 : 1                                        |
| Сан-Томе и Принсипи | 01.01.2018            | добра Сан-Томе и Принсипи                             | 1000 : 1                                      |
| Венесуэла           | 20.08.2018            | боливар→суверенный боливар                            | 100 000 : 1                                   |
| Венесуэла           | 01.10.2021            | суверенный боливар                                    | 1 000 000 : 1                                 |
| Сьерра-Леоне        | 01.07.2022            | леоне                                                 | 1000 : 1                                      |